# Däumling-Klettersteig

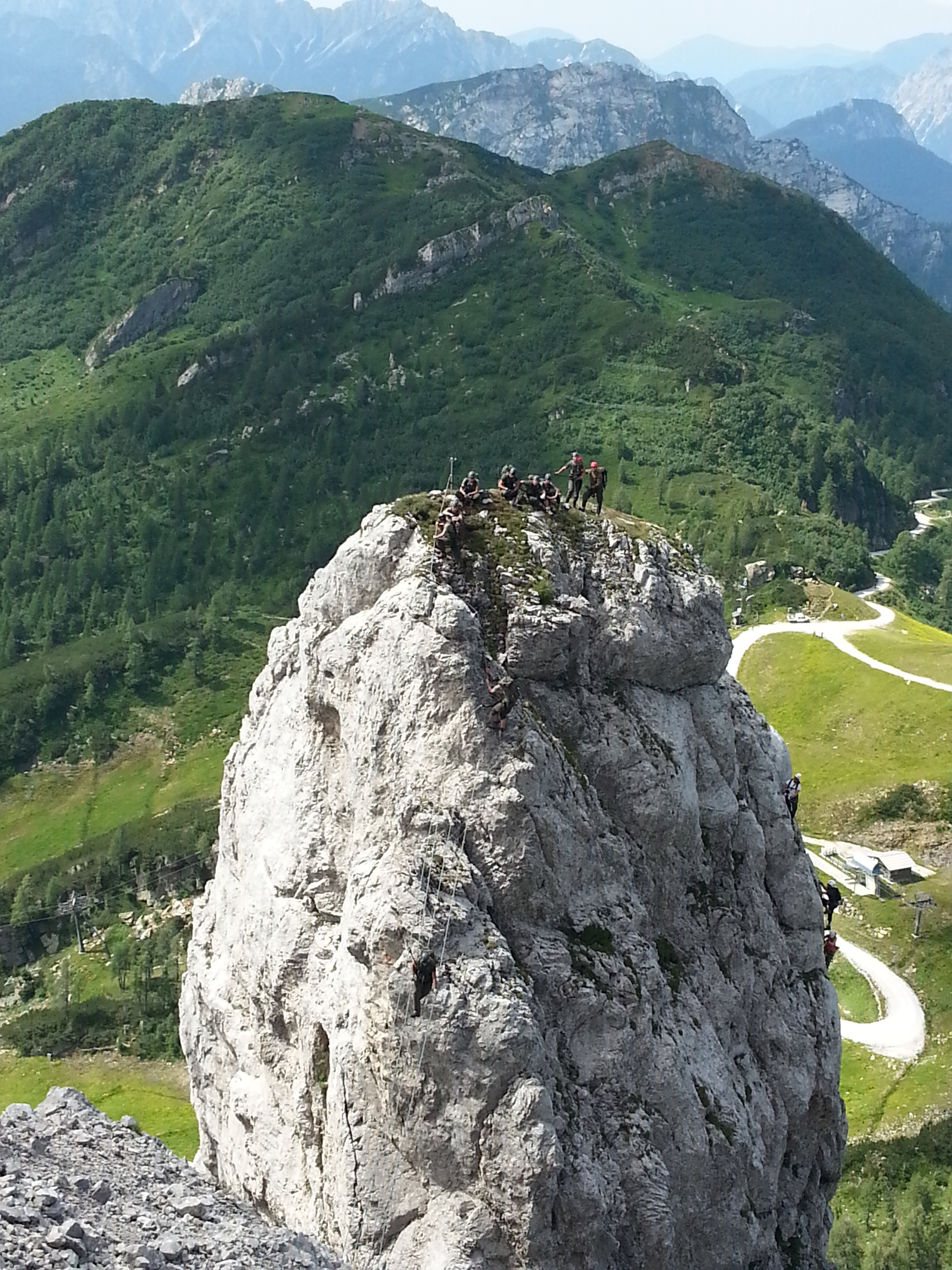
Plateau am ersten Felsturm mit Sicht auf Nepalbrücke

Der Däumling-Klettersteig ist ein Klettersteig mittlerer Schwierigkeit (B/C) am Gartnerkofel, Gemeindegebiet von Hermagor-Pressegger See, Kärnten, Österreich.

## Entstehung und Lage
Der Klettersteig wurde von Go-Vertical im Auftrag der Nassfeld-Liftgesellschaft m.b.H & Co. KG erbaut, ist seit 11. Juli 2014 begehbar und wurde am 3. August 2014 offiziell eröffnet. Er befindet sich westseitig knapp unterhalb des Gipfels des Gartnerkofels am östlichen Rand des Skigebiets Nassfeld und ist durch einen leichten und gut markierten Wanderweg erschlossen.
Von österreichischer Seite ist er über die Nassfeld Straße vom Talort Tröpolach aus erreichbar. Parkmöglichkeiten gibt es unter anderem an der Talstation der Gartnerkofelbahn (ca. 1400 m), dem Alpenhotel Plattner (ca. 1600 m) und der Watschiger Einkehralm (ca. 1630 m). Der Sessellift der Gartnerkofelbahn führt mit seiner Bergstation auf knapp 1900 m bis auf wenige Gehminuten an den Einstieg des Klettersteigs heran.

## Verlauf

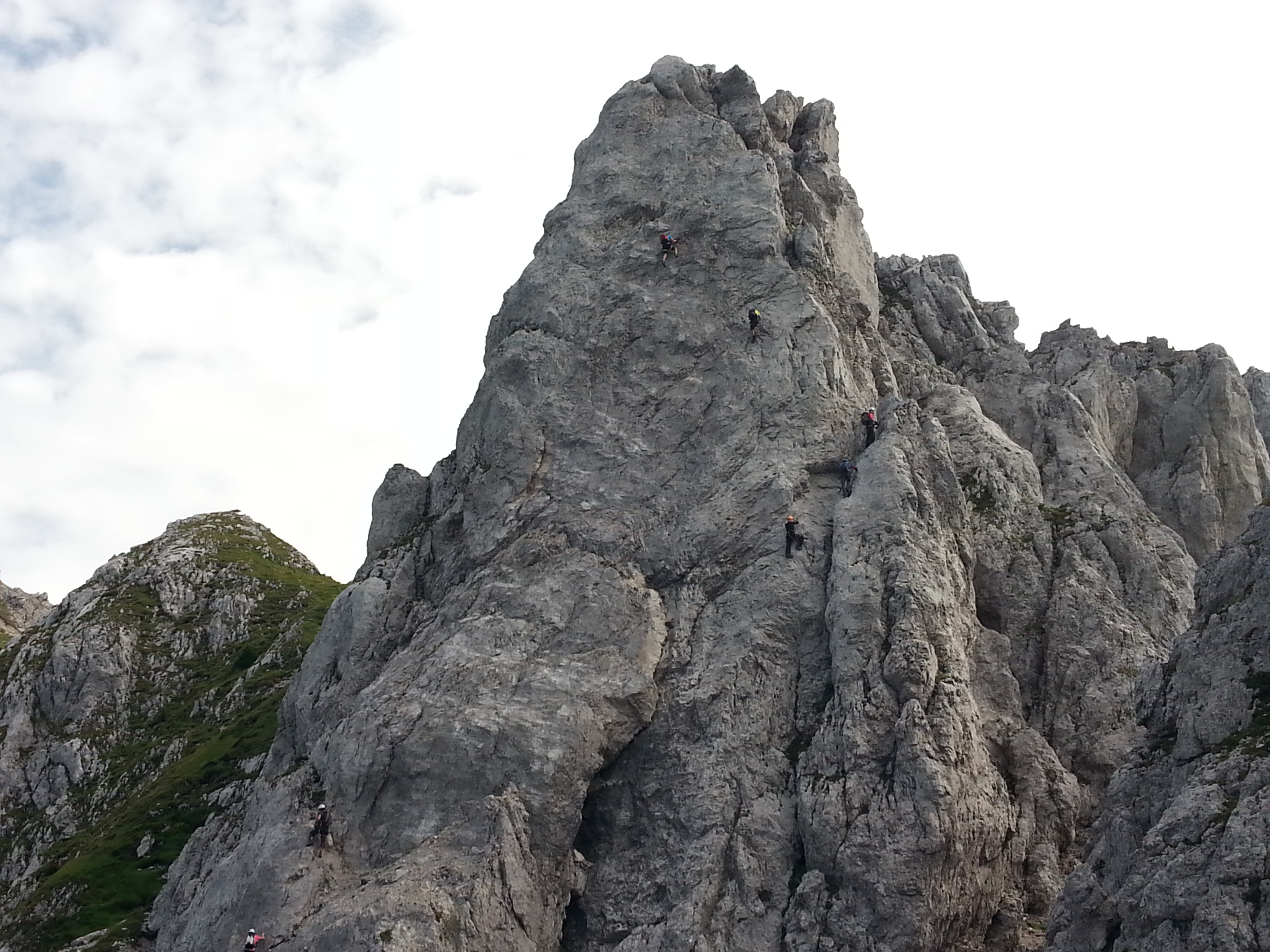
Zahlreiche Kletterer am zweiten Felsturm

Der Einstieg befindet sich an einer gut sichtbaren Rastmöglichkeit mit Tisch und Sitzbänken und führt durch eine im Frühjahr mit Schneeresten gefüllte Rinne zur ersten Seilbrücke. Danach folgt ein Aufstieg über steile Platten des Felsenturms Däumling, auf dessen Spitze sich ein flaches Plateau mit guter Sicht auf die Karnischen und Julischen Alpen befindet.
Anschließend erreicht man über die rund 40 m lange „Nepalbrücke“ einen zweiten Felsturm, an dessen Beginn sich ein Notabstieg befindet. Über steile Platten, Kanten und Ecken erreicht man an der Spitze die dritte Seilbrücke, welche zu einem kleineren Felsturm führt. Links umkletternd gelangt man schließlich zur vierten Seilbrücke und gelangt über diese in leichtes Gehgelände, welches an einer weiteren Rastmöglichkeit endet. Von dort aus ist der Gipfel des Gartnerkofels in durchschnittlich 15 Minuten erreichbar.
Der ganze Klettersteig ist etwa 380 m lang, führt über rund 150 Höhenmeter und ist an schwierigen Stellen bestens mit Metallbügeln versichert, die als Tritt- und Griffhilfen verwendet werden können.